# بطولة تونس للكرة الطائرة للرجال 1967-1968
بطولة تونس للكرة الطائرة للرجال 1967-1968 هو الموسم رقم 13 من بطولة تونس للكرة الطائرة للرجال.

فاز بهذا الموسم الترجي الرياضي التونسي.

## روابط خارجية
- الموقع الرسمي للجامعة التونسية للكرة الطائرة.